# Карабутак (Каргалинский район)
Карабутак (каз. Қарабұтақ) — упраздненное село в Каргалинском районе Актюбинской области Казахстана. Входит в состав Кемпирсайского сельского округа. Код КАТО — 154053300.

## Население
В 1999 году население села составляло 238 человек (128 мужчин и 110 женщин). По данным переписи 2009 года, в селе проживало 180 человек (99 мужчин и 81 женщина).